# Internationaux de Tennis de Vendée
L'Internationaux de Tennis de Vendee è un torneo professionistico di tennis giocato su campi in cemento indoor. Fa parte dell'ATP Challenger Tour. Si gioca annualmente dal 2013 al Vendéspace di Mouilleron-le-Captif, in Francia.

## Albo d'oro

### Singolare
| Anno | Campione              | Finalista       | Punteggio        |
| ---- | --------------------- | --------------- | ---------------- |
| 2024 | Lucas Pouille         | Quentin Halys   | 6–4, 6–4         |
| 2023 | Tomáš Macháč          | Arthur Fery     | 6–3, 6–4         |
| 2022 | Jelle Sels            | Vasek Pospisil  | 6–4, 6–3         |
| 2021 | Jiří Veselý           | Norbert Gombos  | 6–4, 6–4         |
| 2020 | Non disputato         | Non disputato   | Non disputato    |
| 2019 | Mikael Ymer           | Mathias Bourgue | 6–1, 6–4         |
| 2018 | Elias Ymer (2)        | Yannick Maden   | 6–3, 7–6(5)      |
| 2017 | Elias Ymer (1)        | Yannick Maden   | 7–5, 6–4         |
| 2016 | Julien Benneteau      | Andrej Rublëv   | 7–5, 2–6, 6–3    |
| 2015 | Benoît Paire          | Lucas Pouille   | 6–4, 1–6, 7–6(7) |
| 2014 | Pierre-Hugues Herbert | Marsel İlhan    | 6–2, 6–3         |
| 2013 | Michael Berrer        | Nicolas Mahut   | 1–6, 6–4, 6–3    |

### Doppio
| Anno | Campioni                                     | Finalisti                               | Punteggio              |
| ---- | -------------------------------------------- | --------------------------------------- | ---------------------- |
| 2024 | Marcelo Demoliner Christian Harrison         | August Holmgren Johannes Ingildsen      | 6–3, 7–5               |
| 2023 | Julian Cash Robert Galloway                  | Maxime Cressy Otto Virtanen             | 6–4, 5–7, [12–10]      |
| 2022 | Sander Arends (2) David Pel                  | Purav Raja Divij Sharan                 | 6(1)–7, 7–6(6), [10–6] |
| 2021 | Jonathan Eysseric (3) Quentin Halys          | David Pel Aisam-ul-Haq Qureshi          | 4–6, 7–6(5), [10–8]    |
| 2020 | Non disputato                                | Non disputato                           | Non disputato          |
| 2019 | Jonny O'Mara Ken Skupski                     | Sander Arends David Pel                 | 6–1, 6–4               |
| 2018 | Sander Gillé Joran Vliegen                   | Romain Arneodo Quentin Halys            | 6–3, 4–6, [10–2]       |
| 2017 | Andre Begemann Jonathan Eysseric (2)         | Tomasz Bednarek David Pel               | 6–3, 6–4               |
| 2016 | Édouard Roger-Vasselin Jonathan Eysseric (1) | Johan Brunström Andreas Siljeström      | 6(1)–7, 7–6(3), [11–9] |
| 2015 | Sander Arends (1) Adam Majchrowicz           | Aljaksandr Bury Andreas Siljeström      | 6–3, 5–7, [10–8]       |
| 2014 | Pierre-Hugues Herbert Nicolas Mahut          | Tobias Kamke Philipp Marx               | 6–3, 6–4               |
| 2013 | Fabrice Martin Hugo Nys                      | Henri Kontinen Adrián Menéndez Maceiras | 3–6, 6–3, [10–8]       |